# Gates (personaggio)
Gates il cui vero nome è Ti'julk Mr'asz, è un personaggio immaginario dell'Universo DC e un membro della Legione dei Super-Eroi. Come tutti i nativi del pianeta Vyrga, Gates ha un enorme corpo insettoide. È noto anche per le sue forti convinzioni politiche, tendenti al socialismo.

## Biografia del personaggio
Gates è il terzo membro non umanoide (dopo Quislet e Tellus) nella storia della Legione (e il primo dopo l'aggiornamento del 1994). È anche l'unico membro ad essersi unito senza volerlo, infatti viene costretto a farne parte dal suo governo planetario perché li rappresenti (cosa che egli percepisce come una mossa militaristica e intrinsecamente fascista). Si può dire che Gates sia uno dei veri liberi pensatori del suo mondo e che il resto siano conformisti non individualisti.
Gates gioca un ruolo fondamentale in numerose missioni; le sue tattiche permettono a Star Boy di sconfiggere Validus dei Fatal Five e di resistere alla possessione dell'Occhio di Smeraldo. Gates è uno dei membri di una parte della Legione inviata nel XX secolo per qualche tempo, dove salta fuori con una strategia per sconfiggere Mantis e dove fonda una profonda amicizia con Brainiac 5. Gates si unisce anche a Ultra Boy per istituire una mensa per i poveri durante la loro permanenza.
Come molti dei Legionari presenti nella continuità post-Ora Zero, Gates non compare nella terza versione della Legione.
Gates ricompare con la sua Legione in Crisi finale: la Legione dei 3 mondi n. 2. Nel numero successivo mostra disdegno verso la Legione di Nuova Terra perché non ha alcun membro non-umanoide in squadra. Nel n. 4 ha il compito di portare le 3 versioni di Brainiac 5 nella Fortezza della Solitudine, insieme a Light Lass. Nel n. 5, dopo la sconfitta dei nemici, Gates decise di rimanere con la Legione pre-Crisi.
Dopo un breve periodo nella Legione pre-Crisi, si è pensato che Gates fosse deceduto in un incidente dentro una sfera temporale in Legion Lost n. 1, ma ritorna numerosi giorni dopo, per quanto ferito.

## Poteri e abilità
Gates è in grado di creare dei portali circolari (in inglese Gates) verdi e luminosi con cui può teleportare persone e oggetti in un portale gemello in una località da lui definita mentalmente (può anche essere fatto al viceversa). I portali di Gates hanno i margini affilati; infatti in un'occasione questi tagliano di netto un braccio di Ra's al Ghul mentre questi si stava teleportando.